# Kościół św. Andrzeja Apostoła w Bielanach Wrocławskich
Kościół św. Andrzeja Apostoła w Bielanach Wrocławskich – rzymskokatolicki kościół parafialny w Bielanach Wrocławskich, w gminie Kobierzyce. 

## Historia
Gotycki kościół został zbudowany w XV wieku, wieżę dobudowano w latach 1520−1530. W 1567 na wieży powieszono trzy dzwony (pozostał tylko jeden z nich). W 1632 roku świątynię przekazano luteranom, w 1654 stała się ponownie katolicka. W 1707 z powodu spękań stropów przeprowadzono kapitalny remont z umieszczeniem kotew. 
Podczas II wojny światowej kościół nie został uszkodzony. W latach 90. XX w. świątynia przeszła kapitalny remont i została rozbudowana (nawa boczna, drzwi wejściowe przed wieżą, przedłużenie chóru).

## Architektura
Kościół z cegły, na planie prostokąta, z wieżą od zachodu. Dwuprzęsłową nawę i prezbiterium przekryte sklepieniem krzyżowym oddziela łuk tęczowy. Na elewacji znajdują się otwory po belkach rusztowania, a na wschodniej ścianie i szczycie − ostrołukowe blendy.

## Dekoracja rzeźbiarska i wyposażenie
W kościele znajdują się m.in.:
- neogotycka szafa z XIV-wiecznymi gotyckimi rzeźbami z niezachowanego ołtarza głównego: św. Barbary, św. Marii Magdaleny, św. Katarzyny i jedna bez symbolu,
- gotycka rzeźba św. Barbary (1 poł. XV wieku),
- gotycki portal wejściowym pochodzący z pierwotnego kościoła (XV w.). Nad portalem znajduje się kartusz z herbami Hans Heinricha Uthmanna i jego żona Magdaleny von Heugel, którzy sfinansowali przebudowę wnętrza i remont kościoła, z datą 1621[6].
- gotyckie sakramentarium z rzeźbionego piaskowca (1520−30), usytuowane w południowo-wschodniej, wciągniętej do wnętrza, przyporze, ozdobione pinaklami i wimpergą z płaskorzeźbionym weraikonem,
- pięć rzeźb z tryptyku gotyckiego: Madonna z Dzieciątkiem, Maria Magdalena, św. Józef, św. Barbara, św. Katarzyna,
- renesansowy nagrobek Anny z domu von Utmann (1654),
- obraz św. Andrzeja Apostoła w ołtarzu głównym (1710),
- barokowa chrzcielnica (1710−20),
- barokowa rzeźba św. Jana Nepomucena (1730),
- prospekt organowy ustawiony na emporze (1819−29),
- tabernakulum wykonane przez Franza Xavera Moschnera (1849),
- ambona wykonana przez Franza Xavera Moschnera (1849),
- świeczniki (6 szt.) trójdzielne, z białego stopu (XIX w.),
- tarcze herbowe fundatorów kościoła Hansa Henryka von Utmanna i Magdaleny z domu von Heugel[6].

## Organy
| liczba głosów      | 10          |
| liczba manuałów    | 1 + pedał   |
| traktura gry       | mechaniczna |
| traktura rejestrów | mechaniczna |

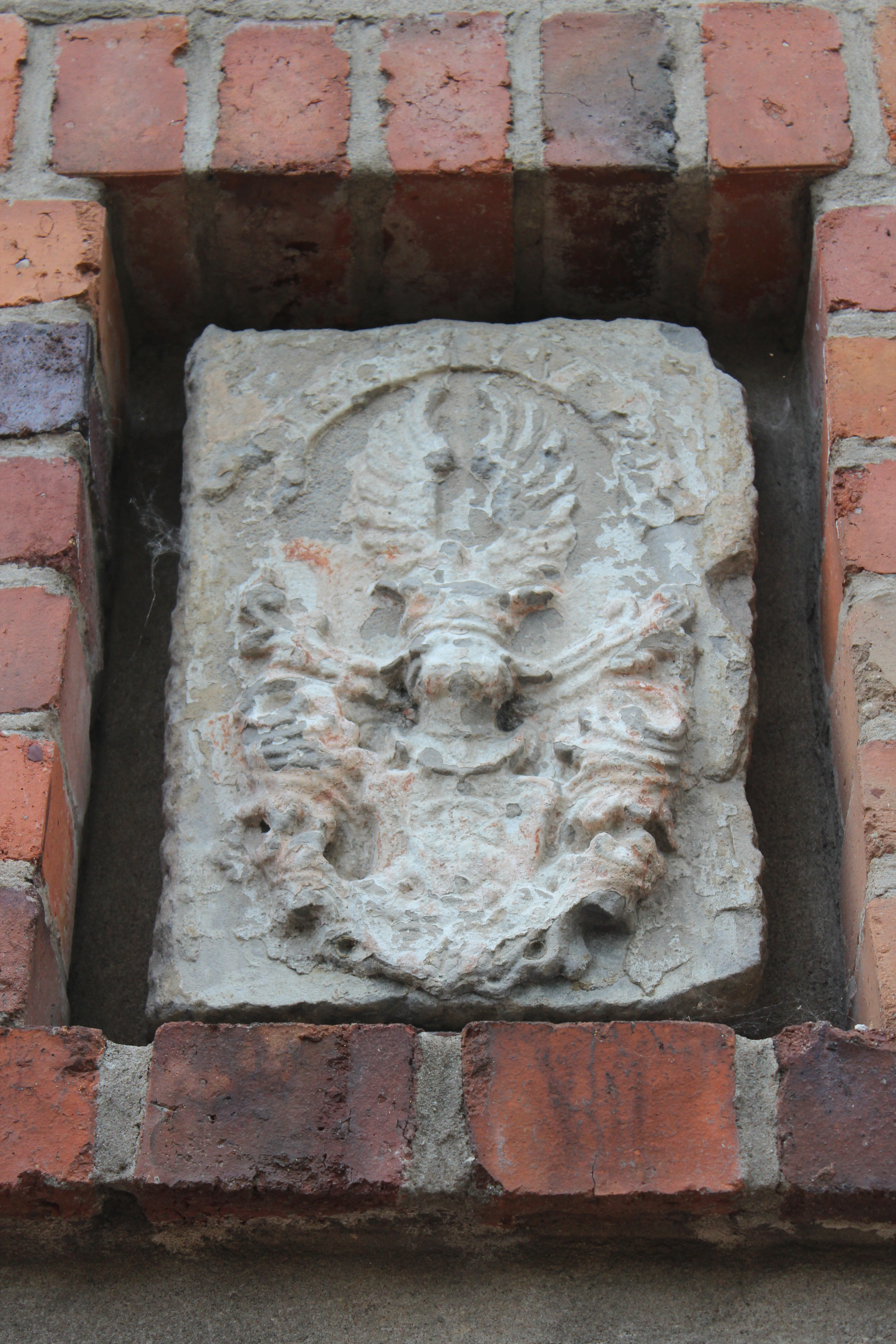
Herb von Uthmann
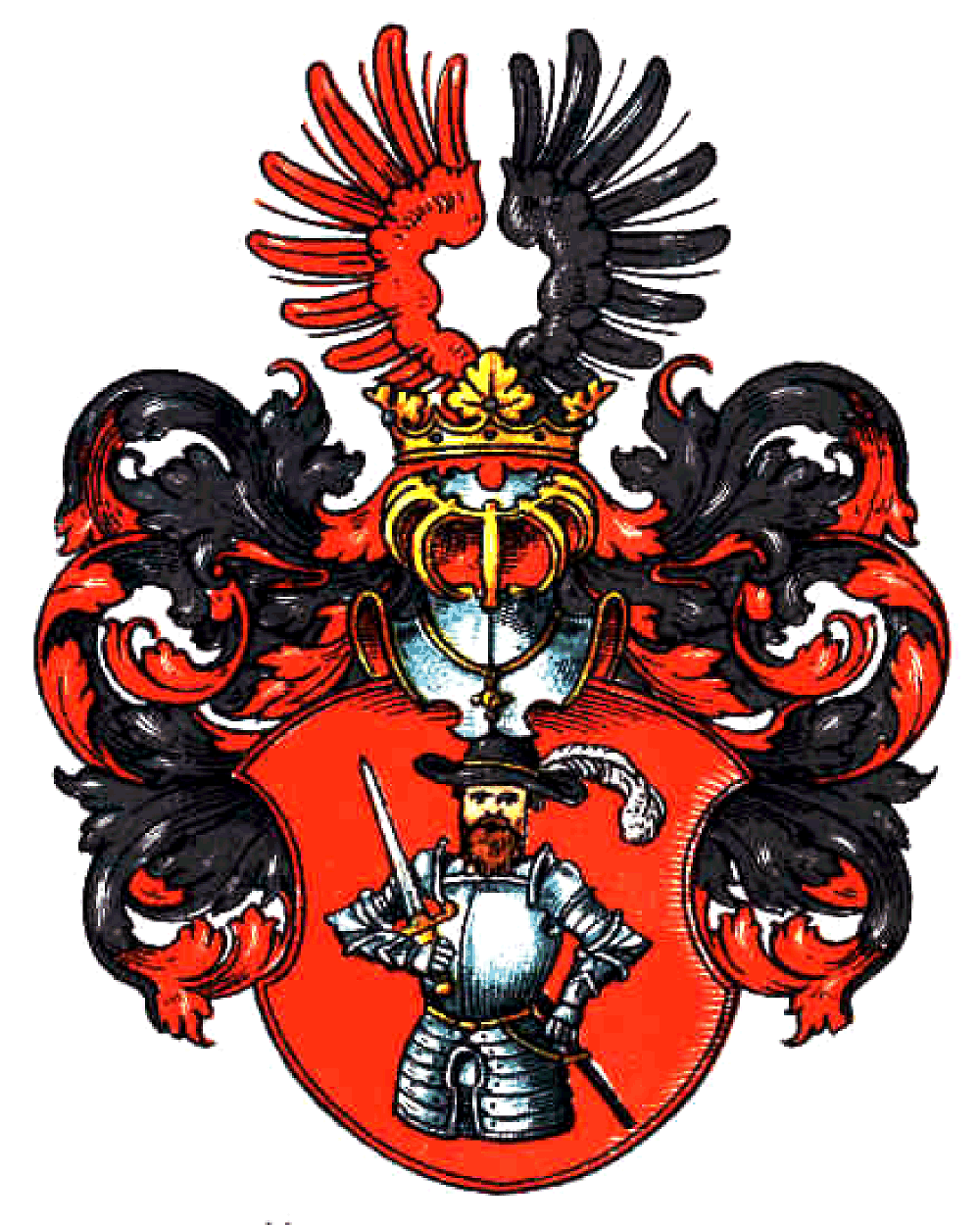
Herb von Uthmann
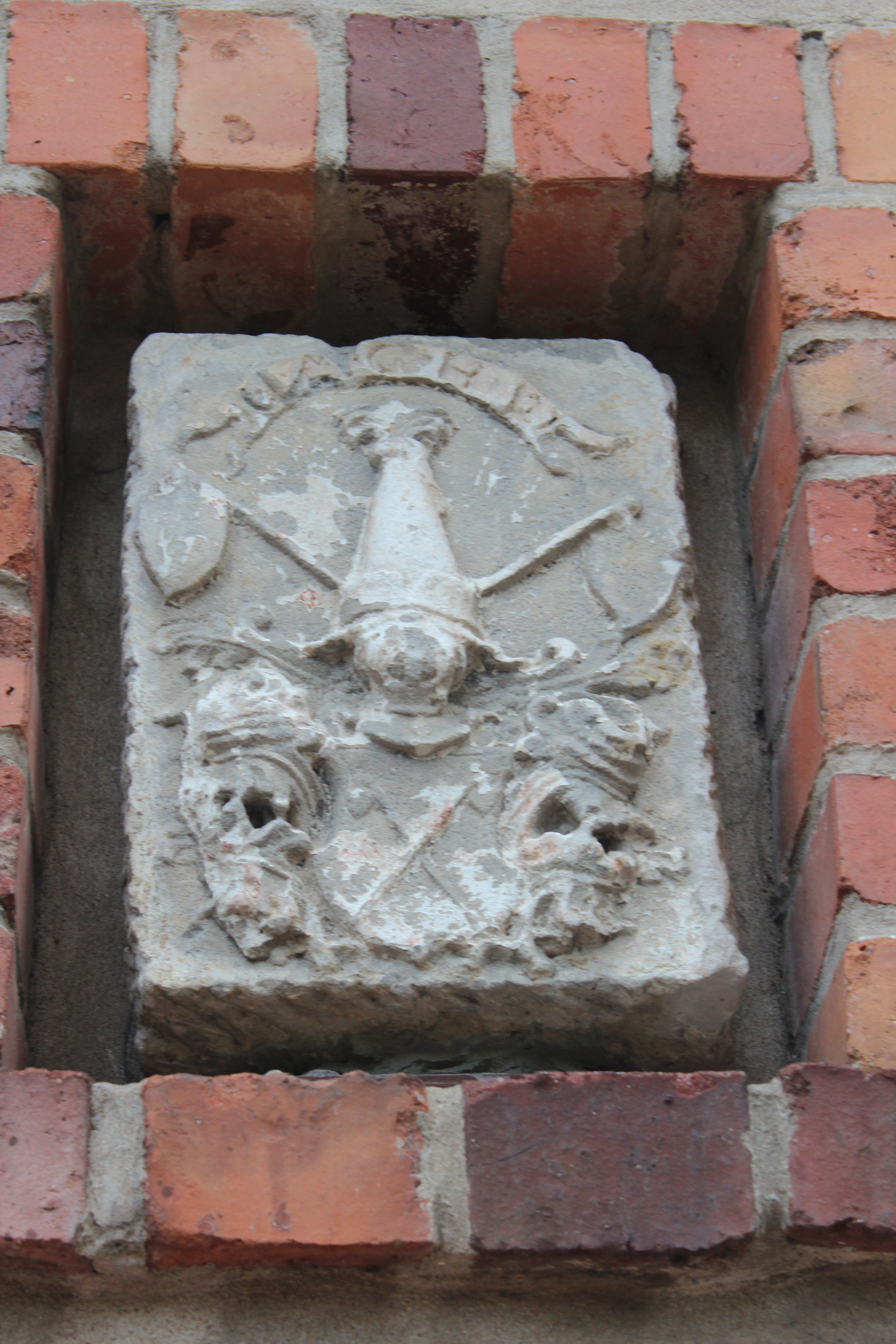
Herb von Heugel
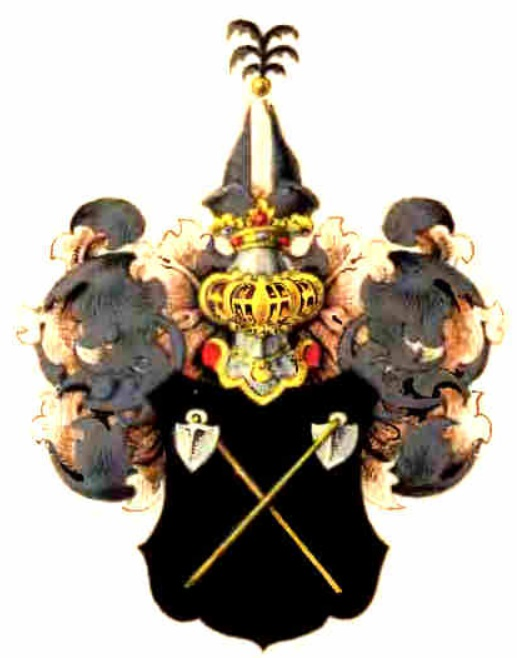
Herb von Heugel
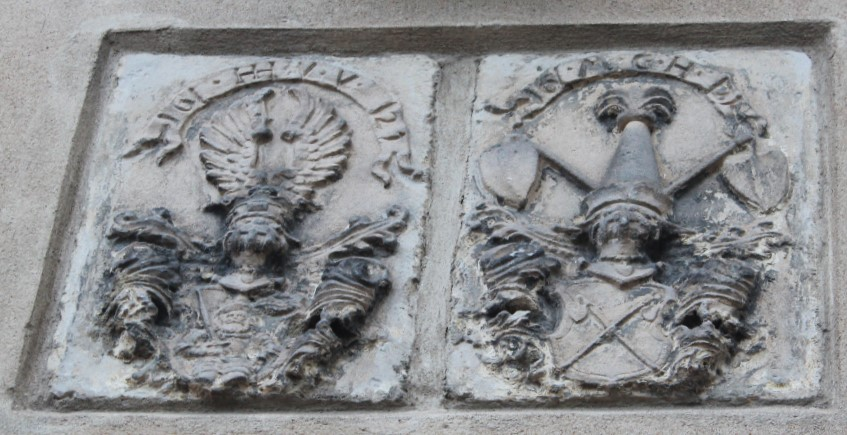
Herby Uthmann, Heugel
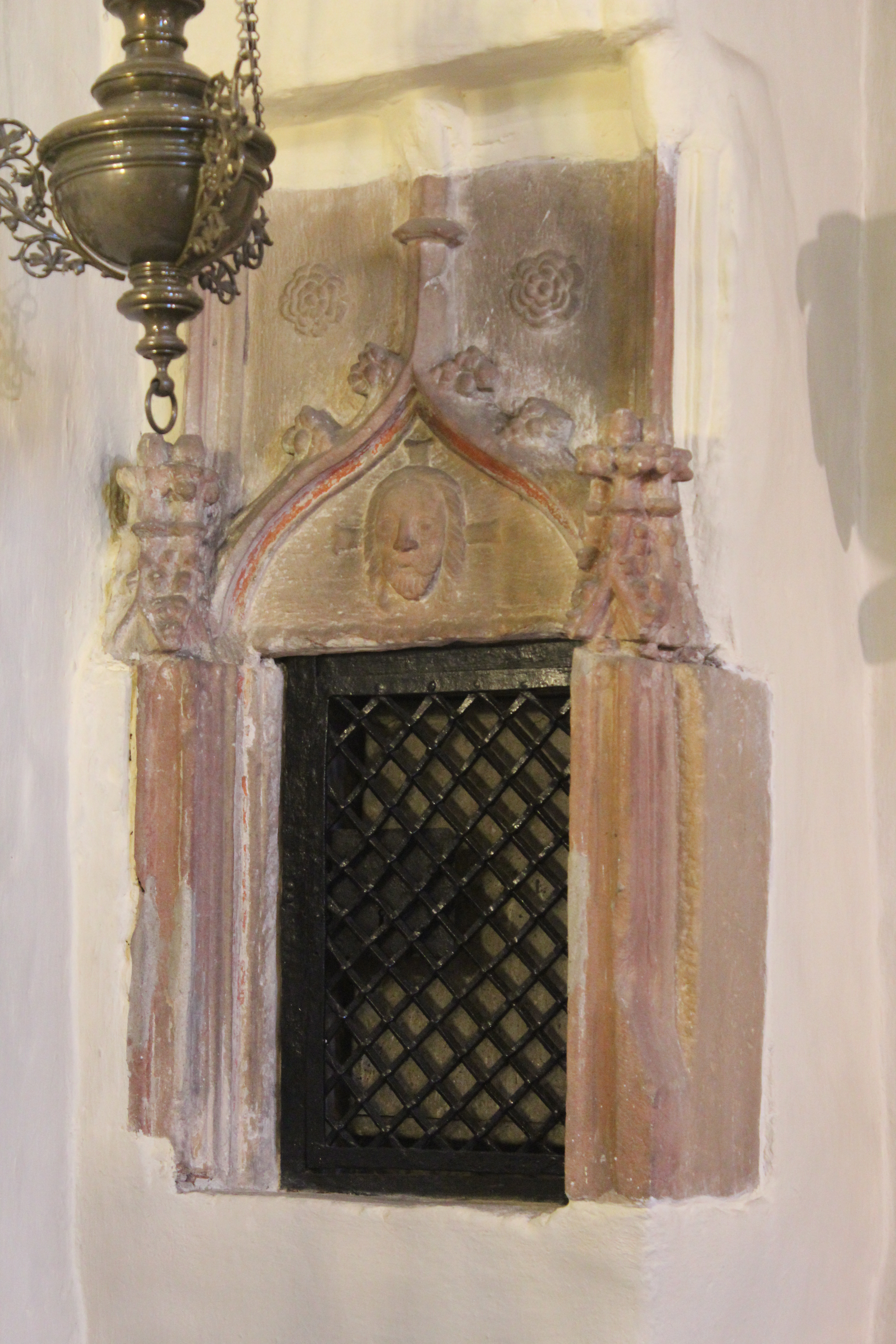
Sakramentarium z ozdobione pinaklami